# 大阪市立クラフトパーク
大阪市立クラフトパーク（おおさかしりつクラフトパーク）は大阪府大阪市平野区長吉六反にある総合工芸施設。

## 概要
1999年11月、大阪市立クラフトパーク条例に基づき設置される。河内木綿、大阪欄間、とんぼ玉、唐木指物など世界に誇る手工芸の技術が伝わる大阪において、利用者が「出会いのよろこび」「学ぶ楽しさ」「創るよろこび」を感じ、市民の文化向上及び生涯学習の振興に寄与することを目的とする。日本で唯一の総合工芸施設とされ、吹きガラス・キルンワーク・バーナーワーク・ステンドグラス・陶芸・染色・織物・木工・金工の9部門の工芸を中心とした教室が開講されている。利用者は基礎クラスを経て本科、専科でより専門的な内容を学ぶことが出来る。また、1日体験教室や団体体験なども開催されている。

## 主な事業

### 創作教室
市民が物を創るよろこびに触れ、クラスの各分野の技能を習得できる場として開設する。講座は吹きガラス・キルンワーク（パート・ド・ヴェール、フュージング）・バーナーワーク（ガラス装飾品、とんぼ玉、ミクロモザイク）・ステンドグラス・陶芸・染色・織物・木工（組立、簡単組立、バードカービング）・金工（装飾品、工芸品）の9講座。陶芸については古陶クラスがある。講座時間は9時30分から12時30分（午前の部）と13時30分から16時30分（午後の部）。週1回（3時間）を10回で1クールとする。各教室には常勤指導員が配置されている。16歳以上であれば誰でも参加できる。

### 自由創作教室
創作教室の9教室以外に様々な内容の教室が開講される。

### 体験教室
季節によって内容が変わり、週に1度開講される。1日で体験することが出来る。

### 展示室・クラフトホール
受講生や講師による作品が展示されている。個展やグループ展の会場として貸展示も行う。

### 市民のクラフト文化の普及・向上
クラフトパークフェスタの開催、外部出張講座など。

### 出前授業・出張講座・交流事業
グランフロント大阪・ディアモール大阪での出張体験、平野区民まつりへの出展など。

### その他
永年受講者の表彰、八尾市との連携。
2019年度には、NHK連続テレビ小説「スカーレット」に当施設が撮影協力をした。主な内容は出演者への陶芸指導および撮影使用作品の作陶。

## アクセス
所在地：大阪府大阪市平野区長吉六反1丁目88番44号
- Osaka Metro谷町線出戸駅から
  - 大阪シティバス出戸バスターミナル1番乗り場から61A・B系統、六反一丁目下車、徒歩（320ｍ）
  - 徒歩（1.5km）
- JR大和路線・おおさか東線久宝寺駅から徒歩（1.8km）
- 近畿自動車道から上り長原ICより約5分、下り八尾ICより約7分（有料駐車場あり）[3]。